# Graydon Creed
Graydon Creed est un personnage de fiction appartenant à l'univers de Marvel Comics. Créé par le scénariste Scott Lobdell et le dessinateur Brandon Peterson, il apparaît pour la première fois dans le comic book Uncanny X-Men #299 en avril 1993. Bien qu'il soit le fils des mutants Raven Darkholme / Mystique et Victor Creed / Dents de Sabre, Graydon Creed est un humain normal qui hait les mutants. Il dirige les Amis de l'Humanité, un parti politique d'anti-mutants fanatiques.

## Biographie du personnage
Durant la guerre froide, sous les traits de l'espionne Leni Zauber, la métamorphe Raven Darkholme / Mystique séduit l'assassin Victor Creed / Dents de Sabre. De cette union nait un fils Graydon Creed. Mystique le place en orphelinat mais garde un œil sur lui durant toute sa jeunesse. Quand il découvre qu'il est le fils de deux mutants, il éprouve une haine immense contre la race de ses parents.
À l'âge adulte, il crée les Amis de l'Humanité, un groupe politique s'opposant aux droits civiques des mutants, et provoque secrètement des attentats contre les sympathisants des mutants. Il base sa politique sur le principal danger mutant, Magneto. Lorsqu'il fait partie des Parvenus, un groupe de riches joueurs oisifs, contrôlé par Maître du jeu, il prend l'identité de Tribune et tente, une première fois, de tuer son père.
Durant un gala où Graydon Creed vise la Maison-Blanche, il est abattu par un assassin. On apprend des années plus tard que c'est la propre mère de Graydon, Mystique, qui a tiré. Elle avait fait cela pour se venger des Amis de l'Humanité qui avaient attaqué sauvagement Trevor Chase, le petit-fils de Destinée, ancienne compagne de Mystique.
Bastion réanime son corps à l'aide d'un virus techno-organique. Graydon Creed annonce au public que se sachant pourchassé par des mutants terroristes, il s'est fait remplacer par un sosie lors de ses apparitions publiques. Il est plus déterminé que jamais à évincer les mutants de la planète.

## Versions alternatives
Dans la réalité alternative de Age of Apocalypse, Graydon Creed se bat aux côtés de son père contre l'Arme Omega.

## Adaptations à d'autres médias
Graydon Creed est adapté dans la série animée X-Men. Le personnage est doublé par John Stocker en version originale.